# آیمک
آیمک (انگلیسی: IMEC) شرکت فناوری اطلاعات بلژیکی است، که در سال ۱۹۸۴ تأسیس شد.